# Талпа-Огрезіле
Талпа-Огрезіле (рум. Talpa-Ogrăzile) — село у повіті Телеорман в Румунії. Адміністративний центр комуни Талпа.
Село розташоване на відстані 66 км на захід від Бухареста, 35 км на північ від Александрії, 117 км на схід від Крайови.

## Населення
За даними перепису населення 2002 року у селі проживали 1176 осіб, усі — румуни. Усі жителі села рідною мовою назвали румунську.